# Viliam Gerik
Viliam Gerik (28. prosince 1920, Slovenský Meder, dnes Palárikovo – 29. dubna 1947, Praha) byl voják československé zahraniční armády ve Velké Británii a příslušník výsadku Zinc, odsouzený po válce k trestu smrti za spolupráci s gestapem.

## Mládí
Narodil se 28. prosince 1920 ve Slovenském Mederu. Otec Peter byl kolář, matka Aloisie, za svobodna Havlasová, byla v domácnosti. Měl čtyři sourozence.
V letech 1927 až 1936 absolvoval ve Slovenském Mederu lidovou a občanskou školu. Vyučil se obchodním příručím a pracoval v hotelu Luxor v Bratislavě. V roce 1939 se pokoušel získat práci ve Francii, ale nedostal pracovní povolení.

## V exilu
Slovensko opustil 28. října 1939. Vlakem se přes Maďarsko, Jugoslávii, Řecko, Turecko, Sýrii a Bejrút v Libanonu dostal do francouzského přístavu Marseille. Dne 16. prosince 1939 byl v Agde odveden do československého zahraničního vojska a krátce nato zařazen do poddůstojnické školy pro radiotelegrafisty. Zúčastnil se bojů o Francii. Po francouzské porážce odplul dne 12. července 1940 lodí do Anglie.
V Anglii byl zařazen do spojovací čety 2. praporu. Po vytipování byl zařazen k výcviku pro plnění zvláštních úkolů. Od 25. října 1940 do 26. března 1942 absolvoval sabotážní, parašutistický a radiotelegrafistický kurz. Počátkem roku 1942 působil jako telegrafista ve vojenské radiové ústředně ve Woldinghamu, kde přijímal a vysílal radiodepeše do okupovaného Československa. Dne 1. února 1942 byl povýšen do hodnosti svobodníka. Výcvik zakončil v šifrovacím kurzu a byl zařazen do operace Zinc jako radiotelegrafista. Nadřízenými byl charakterizován jako pozorný, vnímavý a inteligentní, se vzorným chováním.

## Nasazení
Skupina Zinc byla vysazena v noci z 27. na 28. března 1942 na území protektorátu Čechy a Morava. Skupina byla kvůli navigační chybě vysazena místo na úpatí moravských Chřibů na moravsko-slovenském pomezí u slovenské obce Gbely. Před přechodem hranice s protektorátem se skupina rozdělila, Gerik spolu s Arnoštem Mikšem přešli u Rohatce hranici a vlakem odjeli do obce Buchlovice na záchytnou adresu. Zde se pokusili o vysílání, radiová stanice však nebyla v pořádku a vysílání se nezdařilo. Po setkání s velitelem Pechalem bylo rozhodnuto, že Gerik s Mikšem odjedou do Prahy. V Praze se Gerik ocitl v neznámém prostředí, nepodařilo se mu navázat kontakt s představiteli domácího odboje a po dvoudenním čekání na Arnošta Mikše se 4. dubna 1942 přihlásil na Policejním ředitelství v Praze, odkud byl okamžitě předán pražské úřadovně gestapa. Gestapu poskytl informace o složení skupiny Zinc i skupiny Out Distance. Prozradil také úkryt vysílacích stanic na Slovensku. Gerik předpokládal, že jako Slovák bude vydán úřadům Slovenského státu, to se ale nestalo a Gerik se stal konfidentem gestapa.
Jako spolupracovník gestapa se podílel na identifikaci těla Arnošta Mikše, který se zastřelil po přestřelce s protektorátními četníky 30. dubna 1942 u obce Požáry na Křivoklátsku. Udal také téměř všechny osoby, které mu poskytly pomoc. Z popudu gestapa prověřoval některé adresy, na kterých se mohli skrývat parašutisté. Účastnil se dobývání kostela sv. Cyrila a Metoděje a následné identifikace těl, za což mu byla vyplacena odměna.
Později se snažil vymanit ze spolupráce s gestapem a navázat kontakt s odbojem. Jeho snaha byla odhalena (mj. ho udal jeho spolukonfident Augustin Přeučil), dne 6. dubna 1943 byl zatčen a odeslán do samovazby na Pankráci, poté do Terezína a odtud do koncentračního tábora Dachau.

## Po válce

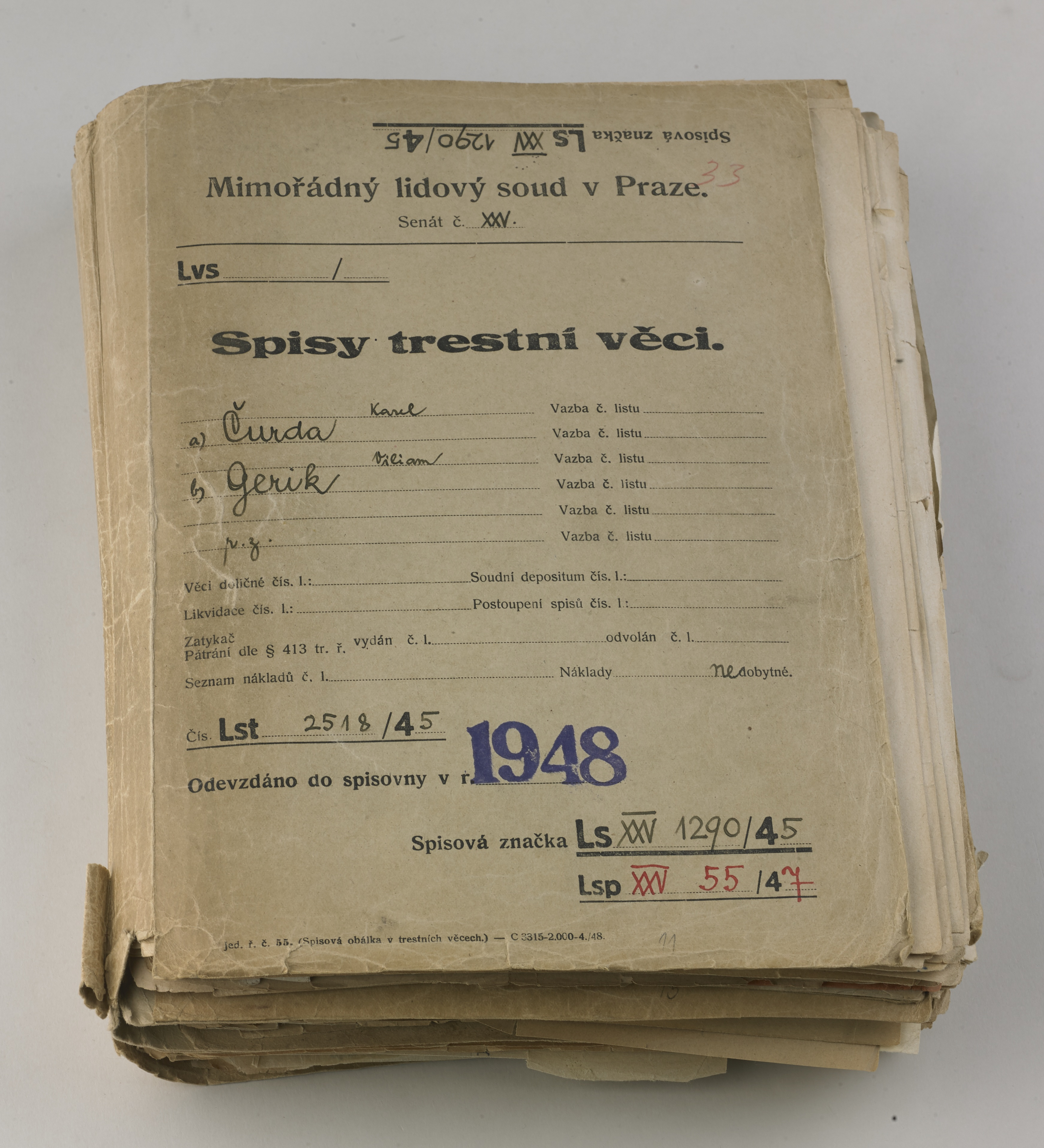
Soudní spis procesu s Karlem Čurdou a Viliamem Gerikem u Mimořádného lidového soudu v Praze v roce 1945.

Dne 29. dubna 1945 byl v Dachau osvobozen americkou armádou. Poté, co se 24. května přihlásil na Ministerstvu národní obrany v Praze, byl uvězněn ve vazbě na Hradčanech. Odtud se mu podařilo uprchnout, ale krátce nato byl znovu zadržen. Mimořádným lidovým soudem byl 29. dubna 1947 uznán vinným ze zločinu vojenské zrady a odsouzen k trestu smrti. Téhož dne v 11.45 byl společně s Karlem Čurdou popraven.
Čestmír Šikola, příslušník paraskupiny Clay, který jako zpravodajský důstojník 2. oddělení Hlavního štábu ČSA v březnu 1947 vyslýchal Gerika a Čurdu ve věznici na Pankráci, označil trest smrti pro Gerika (nikoliv však pro Čurdu) za nepřiměřený kvůli okolnostem, ve kterých se Gerik po seskoku nalézal. Rovněž Eduard Stehlík považuje Gerikovo provinění za nesouměřitelné s případem Karla Čurdy.

## Vyznamenání
- 1944 –  Pamětní medaile československé armády v zahraničí se štítky Francie a Velká Británie

### Poznámka
1. ↑  Podle záznamu vojáka[1] byl odveden v 16. prosince 1939 v Agde. Podle údaje v kmenovém listu byl odveden v dubnu bez vročení.[3] Protože Československý národní výbor vznikl v Paříži v říjnu 1939, je patrně míněn rok 1940.